# Sherwin-Williams
A Sherwin-Williams é uma empresa com sede em Cleveland, Ohio, nos Estados Unidos, do ramo de produtos para construção, com foco na produção, distribuição e venda de tintas, coberturas e materiais para pintura no geral. Atualmente, conta com filiais em mais de 16 países, mas concentra-se principalmente na América do Norte e América do Sul.

## Histórico

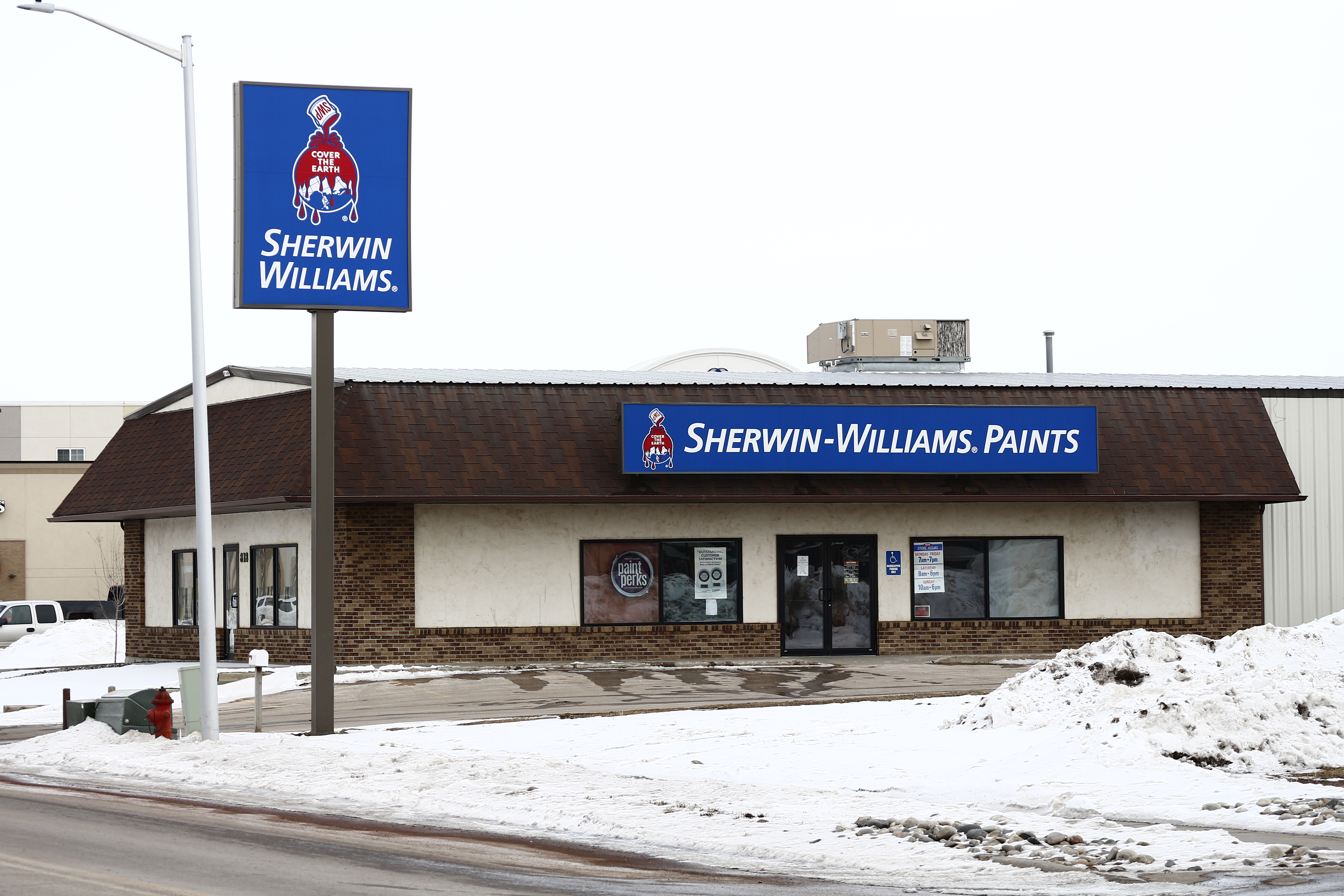
Loja da Sherwin-Williams nos Estados Unidos.

Ela foi fundada em 1866, por Henry Sherwin e Edward Williams em Cleveland, Ohio. Foi partindo da indústria de tintas que a empresa se desenvolveu, sob o nome de Sherwin-Williams Paints. 
Em 1892 a Sherwin-Williams estabeleceu sua primeira produção fora dos Estados Unidos, através do estabelecimento de um escritório no Canadá em parceria com o produtor de tintas local, Walter H. Cottingham. Mas a marca só se tornou realmente internacional quando abriu escritórios em Londres, Paris e Berlim, além de exportar seus produtos para o Caribe e América do Sul. A expansão da empresa, em 1905, se deu principalmente devido à aliança estratégica estabelecida com a Lewis Berger & Sons. As primeiras lojas de varejo da marca, no entanto, só surgiriam em 1911.
A partir da década de 1920, a Sherwin-Williams começou a se fazer ainda mais presente na rotina da casa, desenvolvendo em 1925 um esmalte para uso doméstico. Também começou a investir na criação de tintas e 
coberturas automotivas e para aviação. 
Em 1964, junto com a proximidade do centenário da empresa, a Sherwin-Williams lança suas ações na bolsa de Nova Iorque, a NYSE, onde está desde então como SHW. Na época, já estava entre as 500 empresas citadas pelo Standard & Poor 500.

## Sherwin-Williams Brasil
A empresa está presente no Brasil há mais 75 anos (desde 1944), quando começou a expandir-se em busca do território internacional.
No Brasil está entre as principais marcas de tinta.